# 舟山路 (上海)
舟山路是中国上海市虹口区东南部的一条街道，南北走向，南起霍山路，北至岳州路。长1043米，宽10米到12.8米。与多条东西向道路交汇：霍山路、长阳路、昆明路、唐山路、东余杭路、周家嘴路、岳州路。
舟山路由上海公共租界工部局修筑于1907年以前。
舟山路沿路为商住混合区，多中下层市民聚居的石库门里弄住宅。长阳路与昆明路之间的东侧，即提篮桥监狱。1937年淞沪会战期间，附近街区曾受到严重破坏。随后数万欧洲犹太难民逃避迫害来到上海，聚集在提篮桥地区，舟山路则成为繁盛的商业街，建造欧洲风格的红砖尖顶房屋，开设众多的小型服装、面包等商店，号称“小维也纳”。